# Federico B. Kirbus

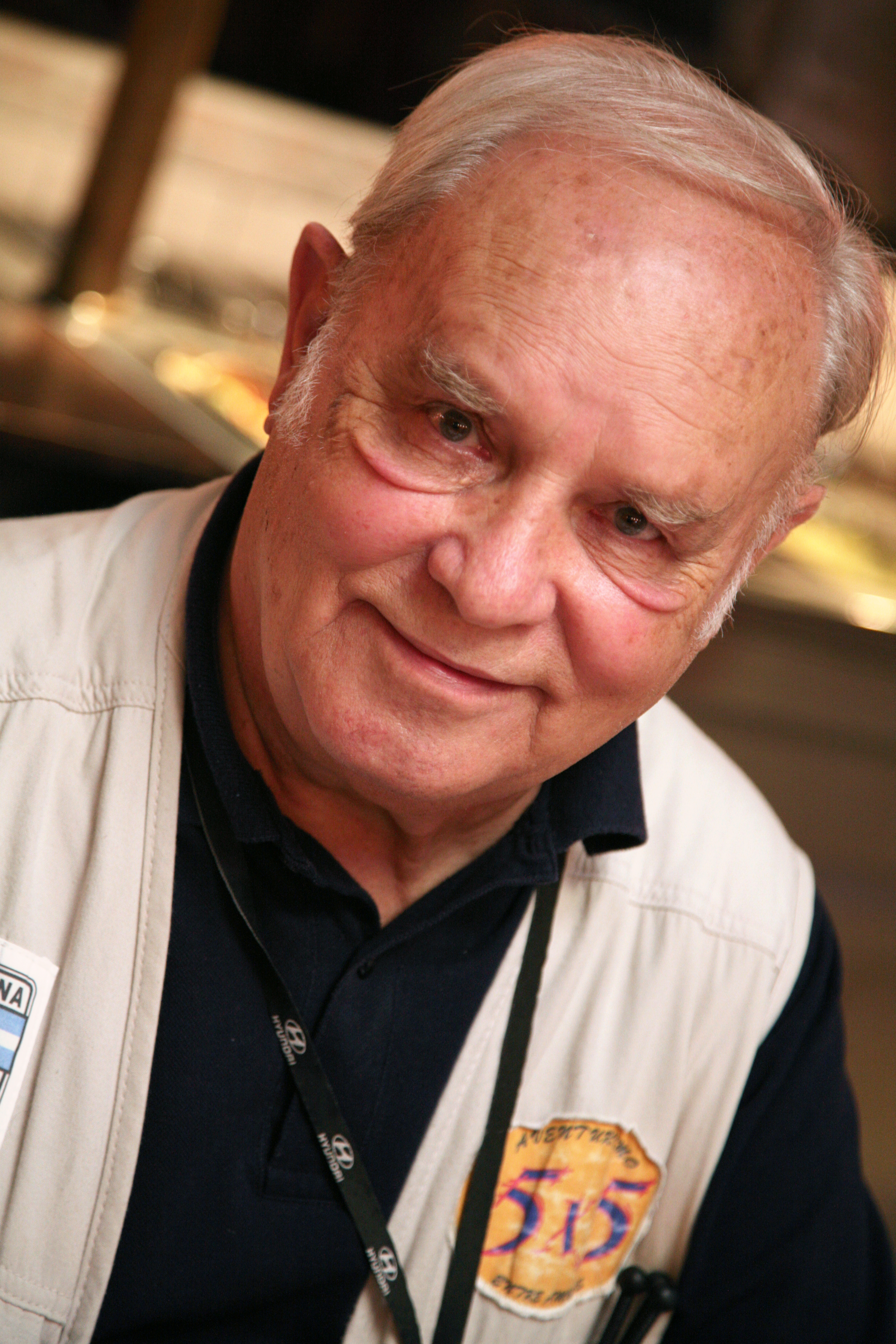
Federico B. Kirbus, 2009

Federico B. Kirbus (* 14. Oktober 1931 in Buenos Aires; † 12. Dezember 2015 ebenda) war ein argentinischer Journalist, Schriftsteller und Forscher.

## Leben
Seine Kindheit und Jugend verbrachte Federico, damals noch mit Namen Burghardt, im Osten Deutschlands. Seine Eltern hatten zwischen 1924 und 1928 sowie zwischen 1929 und 1933 in Argentinien gelebt. Sein Vater Oskar und sein Onkel Fridolin betrieben in Deutschland eine Metallwarenfabrik, in welcher sie Eisenbetten, Fahrräder und Kinderwagen produzierten. Den Zweiten Weltkrieg hat er im Raum Sachsen und teilweise in Bayern miterlebt, wobei er mit seiner Familie auf dem Land lebte und so neben den regelmäßigen Rundfunkmeldungen außer dem Bombenangriff auf Dresden wenig von den direkten Schrecken des Krieges erlebte. Eine Ausnahme bildete der Hunger. Er war gewohnt, Essen nur gegen Rationierungsmarken zu erhalten, und erlebte das „Paradies“, als er mit seinem Vater kurz nach seiner Ankunft in Buenos Aires im Jahr 1948 in einer Bäckerei Brot und Butter gegen Bargeld erhielt.

## Leistungen
Als Sportreporter begleitete Kirbus von 1955 bis 1958 den damaligen Automobilweltmeister Juan Manuel Fangio und die Mercedes-Benz-Rennmannschaft. In dieser Zeit schrieb er zusammen mit Ronald Hansen eine Biografie von Fangio. Er publizierte zudem in verschiedenen Zeitschriften und Zeitungen wie Velocidad, Motor, La Nación, Automobil Revue (Schweiz) und Car and Driver (USA). Er widmete sich dann dem Abenteuertourismus und hat mehr als 20 Bücher über Reisen, Archäologie und Abenteuer in Südamerika verfasst, darunter „Mágica Ruta 40“ über Argentiniens 5000 Kilometer lange Nord-Süd-Magistrale von Bolivien bis Río Gallegos. Er entdeckte unter anderem 1978 den Ort, wo die Stadt Buenos Aires im Jahr 1536 zum ersten Mal in Belén de Escobar gegründet wurde. In diesem Zusammenhang schrieb er das Buch Utz Schmidl über den in Straubing geborenen bayerischen Landsknecht Ulrich Schmidl, der bei der Stadtgründung zugegen war. Im Jahr 2003 enthüllte er, dass die Story der angeblich auf dem Vulkan Llullaillaco in den Anden gefundenen Mumien von drei einheimischen Kindern eine grobe Fälschung ist.